# Варсонуфије и Јован
Преподобни Варсонуфије и Јован су били велики подвижници из Газе у Палестини, прозорљивци и чудотворци. Оставили су знамениту књигу „Одговори на многа питања о духовном животу“.
Живели су у 6. веку. Познати су још и као Варосонуфије Велики или Авва Варсонуфије и Јован Пророк. Варсонуфије је рођен у Египту. Био је веома образован и говорио је више језика. 
Сачувана је преписка ова два светитеља који су живели и подвизавали се у исто време, те се зато заједно и прослављају.
Српска православна црква слави их 6. фебруара по црквеном, а 19. фебруара по грегоријанском календару.